# ベトナム共産党中央軍事委員会
ベトナム共産党中央軍事委員会（ベトナム語: Quân ủy Trung ương）は、ベトナムの軍隊内における党の最高機関である。その任務は、ベトナム共産党の指導機関である中央委員会または政治局による軍隊の指導・監督を補佐することにある。

## 概要
一党体制下のベトナムにおいて、国軍であるベトナム人民軍は、共産党の「絶対的な直接の包括的な指導下」に置かれ、1944年の創設時より党中央委員会（のちに党政治局）による指導を受けていた。
中央軍事委員会は1946年1月6日、党中央委員会による軍への指導を補佐するために設立された。ベトナム戦争時は、中央委員会決議の徹底とその軍事面で具体的に実行するための方針策定、戦略作戦計画草案の研究と指導、参謀本部による戦略作戦計画の承認等の活動を行い、また重要議案については政治局と合同で検討し、前線の司令官・党責任者による直接報告を受けた。さらに、重要な軍事作戦においては、中央軍事委員会と総司令部の合同代表部を前線に設置し、代表として軍幹部を派遣した。現在は、党の日常的な業務を遂行する専従部局として、中央委員会及び政治局の指導下に置かれ、軍隊における党工作、政治工作、大衆工作を指導、監督、実施している。
政治局及び中央軍事委員会の指導下に人民軍政治総局が置かれ、さらにその指導下に軍区党委員会や地方省級党軍事委員会等の各級軍事委員会が配置されている。

## 構成
組織の長である中央軍事委員会書記は党書記長が兼任し、副書記を国防大臣が兼任している。
軍事委員会は、軍内に勤務する党中央委員の若干名および軍外の党中央委員の若干名をもって、党政治局により任命される。

### 1961年
1961年1月23日、ベトナム労働党（共産党）第3期中央委員会第3回総会は中央軍事委員会を組織し、下記の構成員を任命した。
- 中央軍事委員会書記: ヴォー・グエン・ザップ
- 副書記:
  - ヴァン・ティエン・ズン
  - ソン・ハオ

- 常務委員:
  - ヴォー・グエン・ザップ
  - ヴァン・ティエン・ズン
  - ソン・ハオ
  - ホアン・ヴァン・タイ
  - チャン・クィ・ハイ

- 委員:
  - レ・ズアン
  - ヴォー・グエン・ザップ
  - グエン・チー・タン
  - グエン・ズイ・チン
  - ヴァン・ティエン・ズン
  - チャン・コック・ホアン
  - チュー・ヴァン・タン
  - ソン・ハオ
  - ホアン・ヴァン・タイ
  - レ・クアン・ダオ
  - チャン・ヴァン・チャ
  - チャン・クィ・ハイ
  - グエン・ヴァン・ヴィン
  - チャン・ドー

### 2001年
委員会構成は公表されていないが、2001年4月のベトナム共産党第9回党大会以降、報道より以下が確認された。
- 中央軍事委員会書記: ノン・ドゥック・マイン党書記長
- 第一副書記: （推定）チャン・ドゥック・ルオン国家主席、党政治局員、国家安全評議会議長
- 副書記: ファム・ヴァン・チャ上将、国防大臣
- 常務委員:
  - ファン・ヴァン・カイ首相、党政治局員、国家安全評議会副議長
  - レ・ヴァン・ズゥン中将、政治総局主任、党書記局書記
  - フン・クアン・タイン中将、総参謀長、党中央委員、国防次官
  - グエン・フイ・ヒエウ中将、国防次官、党中央委員
- 委員
  - グエン・バン・リン中将、国防次官、党中央委員
  - ファム・バン・ロン少将、政治総局副主任、党中央委員
  - グエン・バン・ドゥオク中将、第5軍区司令官、党中央委員

- 統制委員会
  - 委員長: （推定）レ・ヴァン・ズゥン
  - 副委員長: ドォ・バン・クエン少将

- 事務総長:　カオ・ティエン・フィエム少将　国防省官房長

### 2011年
- 中央軍事委員会書記: グエン・フー・チョン党書記長
- 副書記: フン・クアン・タイン大将、国防大臣
- 常務委員:
  - チュオン・タン・サン国家主席
  - グエン・タン・ズン首相
  - ゴ・スアン・リック中将、政治総局主任、中央軍事委員会検査委員会主任
  - ドー・バ・チ中将、総参謀長、国防次官
  - グエン・タイン・クン中将、国防次官
  - グエン・チ・ヴィン中将、国防次官
  - チュオン・クァン・カーン中将、国防次官
  - レ・フー・ドゥック中将、国防次官
  - グエン・ヴァン・ヒエン海軍中将、国防次官

- 軍事委員会官房
  - 官房長: グエン・テー・ルック中将
- 中央軍事委員会検査委員会
  - 主任: ゴ・スアン・リック中将
  - 副主任: 
    - ヴォー・ヴァン・リエム少将
    - グエン・コン・ホア少将
    - ホー・ズイ・ニャン少将
    - グエン・タイン・ズン少将

  - 常任委員: 
    - チャン・タイン少将、元砲兵科副政治委員
    - ライ・ズイ・ト少将、元後勤学院副政治委員

### 2021年
委員会構成は2021年に行われたが、2021年から2024年までに複数の構成員が交代している。
- 中央軍事委員会書記: 
  - グエン・フー・チョン党書記長（2021-2024）
  - トー・ラム党書記長（2024-）
- 副書記: ファン・ヴァン・ザン大将、国防大臣

- 常務委員:
  - グエン・スアン・フック国家主席（2021-2023）
  - ヴォー・ヴァン・トゥオン国家主席（2023-2024）
  - ルオン・クオン国家主席（2024-）
  - ファム・ミン・チン首相
  - トリン・ヴァン・キエ中将、政治総局主任、中央軍事委員会検査委員会主任
  - グエン・タン・クオン中将、総参謀長、国防次官
  - ヴォー・ミン・ルオン中将、国防次官
  - ホアン・スアン・チエン中将、国防次官
  - ヴー・ハイ・サン中将、国防次官
  - フイン・チェン・タン中将、副参謀長、国防次官
  - ファム・ホアイ・ナム海軍中将、国防次官

- 中央軍事委員会検査委員会
  - 主任: トリン・ヴァン・キエ中将
  - 副主任:
    - ル・ゴック・ナム中将
    - トラン・ヴァン・ヴオン中将
    - グエン・ヴァン・フン中将
    - ファム・ゴック・トゥアン中将

  - 常任委員
    - グエン・ゴック・プオン少将
    - ヴー・ゴック・ホアン少将
    - プン・ドゥク・トアン少将
    - レ・ディン・トゥオン少将
    - グエン・アン・フォン少将

## 沿革
1946年、中央軍事委員会は初め、中央軍事委員会（Trung ương Quân ủy／中央軍委）の名称で設立された。1948年10月から1952年5月まで廃止。
その後、1952年5月に総軍事委員会（Tổng Quân ủy／総軍委）の名称で再建され、1961年1月に中央軍事委員会（Quân ủy Trung ương／軍委中央）に変更され、1982年12月に廃止された。
1985年7月4日から、再び中央軍事党委員会（Đảng ủy Quân sự Trung ương／党委軍事中央）の名称で再建され、現在の中央軍事委員会（Quân ủy Trung ương／軍委中央）となった。

## 歴代中央軍事委員会書記
- ヴォー・グエン・ザップ（1946年-1977年）: 国防大臣兼人民軍総司令官
- レ・ズアン（1978年-1984年）
- ヴァン・ティエン・ズン（1984年-1986年）
- チュオン・チン（1986年）
- グエン・ヴァン・リン（1987年-1991年）
- ドー・ムオイ（1991年-1997年）
- レ・カ・フュー（1997年-2001年）
- ノン・ドゥック・マイン（2001年-2011年）
- グエン・フー・チョン（2011年-2024年）
- トー・ラム（2024年-現職）